# Eleccions parlamentàries finlandeses de 1975
Les eleccions parlamentàries finlandeses del 1975 es van celebrar el 22 de setembre de 1975. El partit més votat fou el socialdemòcrata però es formà un govern de coalició dretana dirigida pel centrista Martti Miettunen, nomenat primer ministre de Finlàndia fins a 1977, quan fou substituït per una coalició d'esquerres.

## Resultats
|                          |                                        |           |        |          |     |  |
| Partit                   | Partit                                 | Vots      | %      | Escons   | +/– |  |
|                          | Partit Socialdemòcrata                 | 683,590   | 24.86  | 54 / 200 | 1   |  |
|                          | Lliga Democràtica Popular Finlandesa   | 519,483   | 18.89  | 40 / 200 | 3   |  |
|                          | Partit de la Coalició Nacional         | 505,145   | 18.37  | 35 / 200 | 1   |  |
|                          | Partit del Centre                      | 484,772   | 17.63  | 39 / 200 | 4   |  |
|                          | Partit Popular Suec                    | 128,211   | 4.66   | 9 / 200  | =   |  |
|                          | Partit Popular Liberal                 | 119,534   | 4.35   | 9 / 200  | 2   |  |
|                          | Partit Rural Finlandès                 | 98,815    | 3.59   | 2 / 200  | 16  |  |
|                          | Lliga Cristiana                        | 90,599    | 3.29   | 9 / 200  | 5   |  |
|                          | Partit de la Unitat Popular Finlandesa | 45,402    | 1.65   | 1 / 200  | Nou |  |
|                          | Partit Popular Constitucional          | 43,344    | 1.58   | 1 / 200  | Nou |  |
|                          | Partit dels Emprenedors                | 11.475    | 0,42   | 0 / 200  | Nou |  |
|                          | Coalició d'Åland                       | 9.482     | 0,34   | 1 / 200  | =   |  |
|                          | Partit Socialista dels Treballadors    | 9.457     | 0,34   | 0 / 200  | Nou |  |
|                          | Altres                                 | 509       | 0,02   | 0 / 200  | =   |  |
| Total                    | Total                                  | 2.749.818 | 100    | 200      | =   |  |
|                          |                                        |           |        |          |     |  |
| Vots vàlids              | Vots vàlids                            | 2.749.818 | 99,59  |          |     |  |
| Invàlids / en blanc      | Invàlids / en blanc                    | 11.405    | 0,41   |          |     |  |
| Vots totals              | Vots totals                            | 2.761.223 | 100.00 |          |     |  |
| Votants Registrats       | Votants Registrats                     | 3.741.460 | 73,80  |          |     |  |
| Font: Tilastokeskus 2004 |                                        |           |        |          |     |  |